# Euxoa subradiata
Euxoa subradiata är en fjärilsart som beskrevs av Turner 1936. Euxoa subradiata ingår i släktet Euxoa och familjen nattflyn. Inga underarter finns listade i Catalogue of Life.